# Голод в КНДР
Голод в КНДР (кор. 북한기근, пукхан кигын), который в совокупности с экономическим кризисом в стране известен под эвфемистическим обозначением Трудный поход (кор. 고난의 행군, конан-и хэнгун), продолжался с 1995 по 1999 годы и унёс, по разным оценкам, от 10 тысяч до 3 миллионов жизней (0,05—15 % населения). Согласно оценкам экспертов, голод был вызван резким сокращением международных поставок, неэффективной политикой северокорейского руководства, низкими урожаями в стране, а также погодными условиями (наводнения, засухи). Правительство КНДР признаёт факт голода и экономических трудностей в стране и утверждает, что они вызваны экономическими санкциями против КНДР.

## Исторические предпосылки возникновения голода
Исторически Северная Корея менее приспособлена для земледелия, чем Южная — бо́льшую часть территории КНДР составляют горы. В период японского правления в Корее колониальная администрация делала упор на развитие промышленности на севере Кореи, в то время как юг колонии рассматривался как житница Японской империи. Получение Кореей независимости и разделение страны в 1945 году вынудило правительство Северной Кореи искать новые методы решения сельскохозяйственной проблемы.
В 1946 году на территории северной Кореи под руководством советской оккупационной администрации была произведена сельскохозяйственная реформа, в ходе которой была национализирована земля, находившаяся в собственности у богатых корейцев и японцев.
После провозглашения КНДР 9 сентября 1948 года, экономика страны долгое время была зависима от помощи, предоставляемой Советским Союзом и Китайской Народной Республикой (с 1950-х годов).

### Карточная система
С 1957 года в КНДР функционировала карточная система, которая приняла всеобъемлющий характер начиная с конца 1960-х годов. Ниже представлены нормы выдачи риса и кукурузы по карточкам (данные актуальны на 1998 год).
| Социальная группа                   | Норма выдачи риса (грамм в день) | Норма выдачи риса (грамм в день) | Норма выдачи кукурузы (грамм в день) | Норма выдачи кукурузы (грамм в день) |
| Социальная группа                   | В Пхеньяне                       | В провинции                      | В Пхеньяне                           | В провинции                          |
| ----------------------------------- | -------------------------------- | -------------------------------- | ------------------------------------ | ------------------------------------ |
| Высокопоставленные чиновники        | 700                              | 700                              | 0                                    | 0                                    |
| Рабочие                             | 360                              | 180                              | 240                                  | 420                                  |
| Рабочие, занятые на тяжёлых работах | 480                              | 240                              | 320                                  | 560                                  |
| Служащие                            | 360                              | 180                              | 240                                  | 420                                  |
| Сотрудники спецслужб                | 560                              | 560                              | 240                                  | 240                                  |
| Военные                             | 420                              | 210                              | 280                                  | 490                                  |
| Студенты                            | 360                              | 180                              | 240                                  | 420                                  |
| Школьники (старшая школа)           | 300                              | 150                              | 200                                  | 350                                  |
| Школьники (младшая школа)           | 240                              | 120                              | 160                                  | 280                                  |
| Дети от 3 до 6 лет                  | 180                              | 90                               | 120                                  | 210                                  |
| Дети до 3 лет                       | 60-120                           | 30-60                            | 40-80                                | 70-140                               |
| Старики и инвалиды                  | 180                              | 90                               | 120                                  | 210                                  |

## Ситуация в КНДР накануне голода
Конец 1980-х — начало 1990-х годов стало временем распада социалистического лагеря и самого СССР, являвшегося главным донором финансовой и продовольственной помощи страны. Для КНДР это стало временем резкого сокращения международной помощи из-за рубежа: в 1990 году СССР потребовал от КНДР платить за импортирумые продукты по рыночным ценам, одновременно сократился объём китайской помощи. Однако северокорейское руководство отказалось от реформирования своей экономической системы. Эта ситуация привела к тяжёлому экономическому кризису: с 1990 по 1995 год ВВП КНДР сокращался. В 1992-1993 годах руководство КНДР начало кампанию, призывавшую граждан есть два, а не три раза в день: последнее объявлялось нездоровым. В 1994 году жители отдалённых районов не могли получить еду по карточкам, иногда в течение нескольких дней. После катастрофических наводнений в 1995 году в стране начался голод.

## 1995—1999: Голод
26 июня 1995 года в стране начались очень сильные дожди, причём в некоторых регионах за 10 дней выпало более полуметра осадков. В середине августа дождь прекратился, полностью уничтожив урожай, а общий ущерб, причинённый наводнением, был оценён в 15 миллиардов долларов. По северокорейским данным, было потеряно 1,5 миллиона тонн зерна, разрушен плодоносный слой на 330 тысячах га земли, своих домов лишилось 5,4 миллиона человек. Были повреждены дороги и линии электропередач.
С 1995 по 1999 год в КНДР продолжался голод. Оценки числа погибших колеблются от 220 тысяч до 3,5 миллиона. Голод привёл к значительным изменениям в северокорейском обществе.

### Ход кризиса
В силу закрытого характера КНДР, исследователи располагают сравнительно небольшим объёмом информации о ходе кризиса.
Одним из ценных источников является исследование, проведённое южнокорейской буддистской правозащитной организацией «Добрые Друзья» (кор. 좋은벗들). В 1995—1998 годах члены этой организации регулярно нелегально пересекали китайско-северокорейскую границу и опрашивали граждан КНДР. Всего было опрошено 1855 человек. Опрос не был вполне репрезентативен, так как «Добрые Друзья» в основном работали в северных районах КНДР; большая часть опрошенных проживала в провинции Хамгён-Пукто.
На основании собранных материалов «Добрые Друзья» издали книгу «Мы хотим жить по-человечески» (кор. 사람답게 살고 싶소). Первую часть книги составляют записанные свидетельства северокорейцев, а вторую — статистические материалы.
В частности, в книге приведена следующая информация:
- 28,6 % членов семей опрошенных умерли от голода и болезней.
- Наибольший процент смертности наблюдался в двух возрастных группах — среди стариков (умерло 77,3 % людей в возрасте 60-70 лет и 90,7 % — в возрасте свыше 70 лет) и детей до 9 лет (умерло 40,5 %). Наименьший процент смертности наблюдался в возрастной группе от 30 до 40 лет — умерло 6,9 %.
- Наибольшая смертность наблюдалась в провинции Чагандо.
- Большинство опрошенных (57,1 %) считает главной причиной голода катастрофические наводнения, приведшие к недопроизводству продовольствия. 22,6 % опрошенных считает, что за голод несут ответственность власти КНДР, причём примерно половина из них возлагает вину лично на Ким Чен Ира. 4,1 % опрошенных считают, что главная причина голода — экономическая блокада со стороны США.

#### «Инцидент 6-го корпуса»
Согласно сообщению ряда источников, в 1995 году руководство 6-го корпуса (кор. 6군단) Корейской Народной Армии, дислоцированного в городе Чхонджин, собиралось предпринять попытку государственного переворота. Она была пресечена властями — 40 руководителей заговора были казнены, а сам корпус — расформирован. В то же время, согласно газете «Los Angeles Times», эта информация является непроверенной.

### Оценки количества погибших
В силу закрытого характера КНДР точный подсчёт числа погибших от голода затруднён. Ниже приведены оценки, сделанные различными экспертами и организациями.
| Эксперт\Организация            | Оценка            |
| ------------------------------ | ----------------- |
| ООН (эксперт Амартия Сен)      | 2 миллиона        |
| Власти КНДР                    | около 10 тысяч    |
| Маркус Ноланд и Стефан Хаггард | 600 тысяч — 1 млн |
| Эндрю Нациос                   | 10 % населения    |
| Хван Чанёп                     | 1—2,5 миллиона    |
| Добрые Друзья (кор. 좋은벗들)  | 2,8—3,5 миллиона  |
| Джон Хопкинс                   | 2,5 миллиона      |

#### Критика систем подсчётов
«…откуда появились якобы миллионы погибших. В середине 1990-х годов ряд западных учёных провели оценки масштабов возможных жертв голода в тех регионах КНДР, которые сильнее всего пострадали от наводнения и засух. Были получены определённые цифры. При этом было подчёркнуто, что это „предполагаемые оценки ситуации в наиболее пострадавших отдельных районах“, повторяю, „отдельных районах“, а не по всей стране. Многие регионы пострадали гораздо меньше. Но другие специалисты взяли эти расчёты и приложили ко всей Северной Корее, отсюда и получились пресловутые миллионы погибших. Не спорю, пострадало вероятно очень много, точных цифр нет, и вряд ли мы их получим в ближайшее время, но не миллионы».— Джеймс Моррис, директор Всемирной продовольственной программы ООН (World Food Program): «Данные о миллионах жертв голода в КНДР не соответствуют действительности»

### Международная помощь
В условиях голода ряд стран и организаций приняли решение оказать помощь КНДР. Ниже приведена таблица, показывающая объёмы поставок продовольствия, медикаментов и других средств в КНДР.
| Страна           | Объём помощи                       | Период    |
| ---------------- | ---------------------------------- | --------- |
| США              | Поставки на сумму $1010,7 млн      | 1995—2005 |
| Япония           | 1,2 млн т продовольствия           | 1995—2004 |
| Республика Корея | Поставки на сумму $3492,9 млн      | 1996—2005 |
| Китай            | 2 млн т. продовольствия            | 1996—2005 |
| Европейский союз | Поставки мазута на сумму $95,8 млн | 1995—2003 |
| Канада           | Поставки на сумму $11 млн.         |           |

#### США
США и КНДР традиционно воспринимали друг друга как враждебные государства. Когда в КНДР начался голод, Америка согласилась пожертвовать только относительно небольшую сумму денег на помощь голодающим. Однако в 1997 году в рамках Четырёхсторонних переговоров по ядерной программе КНДР было достигнуто соглашение, в рамках которого США начали предоставлять большую помощь КНДР.
| Год  | Продовольственная помощь | Продовольственная помощь | Помощь через KEDO | Медицинская помощь и другие поставки | Всего |
| Год  | Тонн                     | Долларов США (млн)       | Помощь через KEDO | Медицинская помощь и другие поставки | Всего |
| ---- | ------------------------ | ------------------------ | ----------------- | ------------------------------------ | ----- |
| 1995 | 0                        | 0                        | 9,5               | 0,2                                  | 9,7   |
| 1996 | 19500                    | 8,3                      | 22                | 0                                    | 30,3  |
| 1997 | 177000                   | 52,4                     | 25                | 5                                    | 82,4  |
| 1998 | 200000                   | 72,9                     | 50                | 0                                    | 122,9 |
| 1999 | 695194                   | 222,1                    | 65,1              | 0                                    | 287,2 |

#### Япония
С момента провозглашения КНДР в 1948 году отношения между КНДР и Японией были враждебными. КНДР обвиняла Японию в нежелании признать и принести официальные извинения за преступления прошлого, а также заявляла, что Япония намеревается силой вернуть в свой состав Корейский полуостров. Япония после заключения в 1965 году Базового договора об отношениях между Японией и Южной Кореей проводила проюжнокорейскую политику и не признавала КНДР в качестве суверенного государства.
Тем не менее, в условиях голода правительство Японии начало предоставлять продовольственную помощь КНДР. В свою очередь правительство КНДР также сделало шаг навстречу: Ким Чен Ир признал факт похищения японских подданных северокорейскими спецслужбами и принёс официальные извинения за это преступление. Пятеро японцев вернулись на родину; КНДР заявила, что остальные похищенные умерли. Родителям одной из похищенных — Мэгуми Ёкоты — вернули то, что официально было объявлено останками их дочери. Однако тест ДНК, проведённый в Японии доказал, что останки не являются подлинными. Это событие оказало существенное влияние на японо-северокорейские отношения: премьер-министр Коидзуми приказал свернуть продовольственную помощь КНДР. Позже Япония ввела санкции в отношении КНДР.

#### Республика Корея

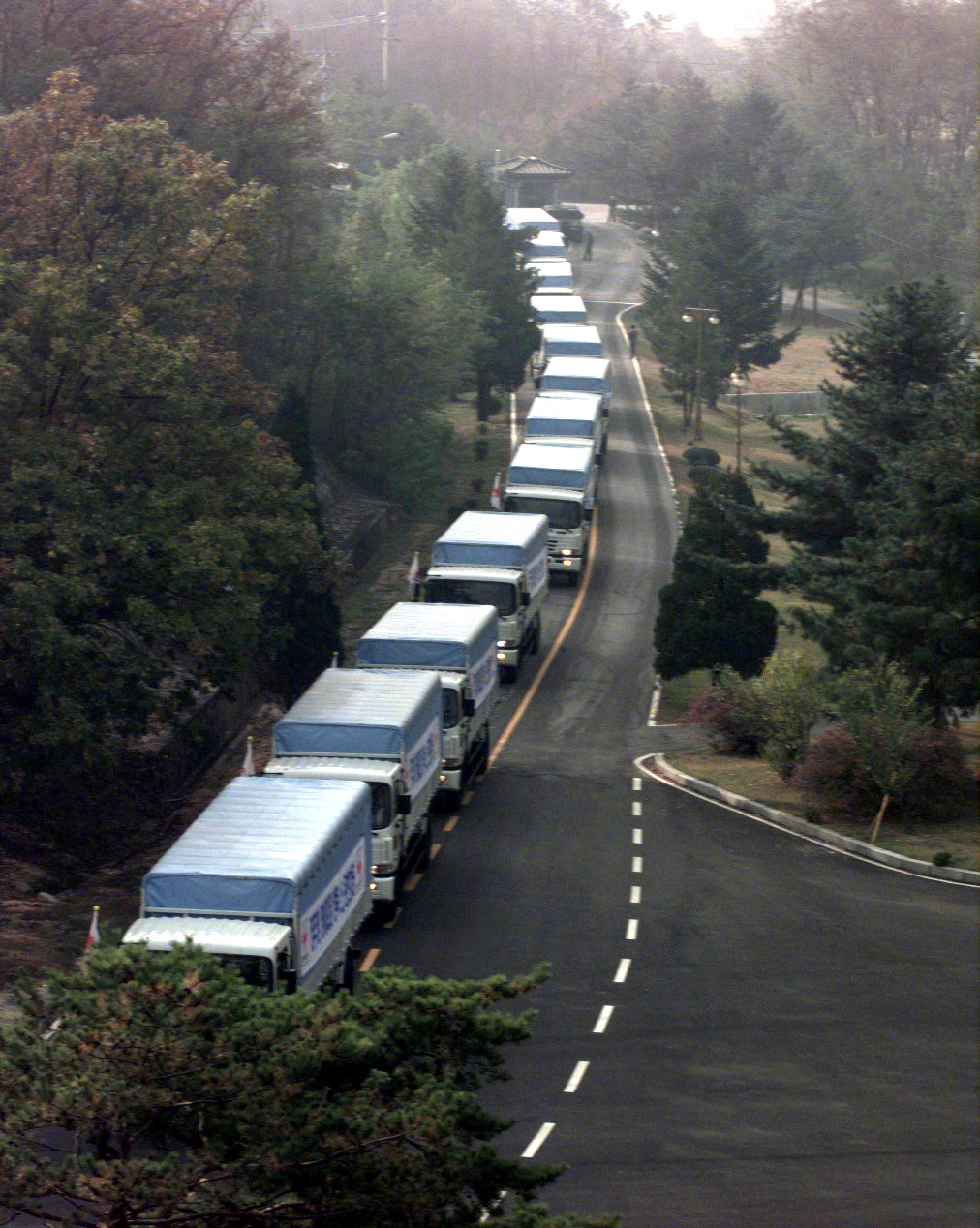
Южнокорейские поставки в КНДР

КНДР и Республика Корея не признают друг друга, считая своей территорией весь Корейский полуостров. На протяжении Холодной войны отношения между двумя государствами были резко конфронтационными. Однако после демократизации Республики Корея в конце 1980-х годов Республика Корея заняла более благоприятствующую позицию по отношению к КНДР. В период голода в КНДР руководство Республики Корея провозгласило «Политику солнечного света» (кор. 햇볕 정책, хэтпёт чончхэк) в отношении КНДР. Она базировалась на трёх принципах:
| - Во-первых, Юг не потерпит вооружённых провокаций со стороны Севера. - Во-вторых, Юг не будет стремиться объединить страну, поглотив Север. - В-третьих, Юг будет продвигать идеи компромисса и сотрудничества. Оригинальный текст (кор.) - 첫째, 북측의 무력 도발을 허용하지 않는다. - 둘째, 남측은 흡수 통일을 시도하지 않는다. - 셋째, 남측은 화해와 협력을 추진한다. |

В рамках этой политики Республика Корея стал предоставлять КНДР экономическую помощь. КНДР, в свою очередь, согласился на создание Кэсонской промышленной зоны, в которой северокорейские рабочие работали на заводах, принадлежащих южнокорейцам, а также на допуск южнокорейских туристов в горы Кымгансан.

#### КНР
КНР, по оценкам экспертов, скорее не заинтересована в том, чтобы Республика Корея поглотила КНДР, так как в этом случае США — союзник Республики Корея и политический оппонент КНР — получат возможности развернуть свои военные базы у китайско-северокорейской границы.
КНР, считая, что международные санкции служат ослаблению северокорейского режима, регулярно выступает против них и оказывает КНДР гуманитарную помощь. Поскольку информация о точных объёмах поставок является засекреченной, в настоящее время доступны только примерные оценки объёмов этой помощи. Согласно оценкам советника Всемирного банка Николаса Эберштадта в 1990-е годы КНР поставляла КНДР до 90 % всей международной помощи.

#### Европейский союз
Согласно официальному сайту Европейской комиссии, Европейский союз поставлял помощь КНДР с 1995 года и в 1995—2009 годах общие поставки помощи составили больше 366 млн евро.

### Последствия голода

#### Кризис карточной системы
Во время голода система распределения продовольствия по карточкам, существовавшая на протяжении почти всей северокорейской истории, практически прекратила своё существование — большая часть населения страны не могла отоварить свои карточки. В этих условиях люди были вынуждены искать другие способы пропитания. Результатом стало значительное увеличение потока беженцев в КНР, а также спонтанное появление рынков по всей стране.

#### Увеличение потока беженцев в Китай
В условиях голода многие северокорейцы были вынуждены бежать в КНР. В 1999 году южнокорейские социологи провели исследование, в ходе которого установили, что в КНР на 1999 год находилось от 143 до 195 тысяч человек.
По данным организации «Объединение движений за свободу Северной Кореи» (кор. 자유북한운동연합), в настоящее время в Китае находится от 10 до 20 тысяч беженцев из КНДР.

#### Появление системы рынков
После голода в КНДР появились так называемые «общие рынки» (кор. 장마당). На этих рынках северокорейцы торгуют едой, одеждой, бытовой техникой и видеопродукцией. Поскольку существование рынков нарушает действующее в стране законодательство, власти КНДР регулярно пытаются предпринять меры по их закрытию, которые, в основном, саботируются населением и низшими слоями чиновничества.

## Окончание голода
Примерно в конце 1990-х — начале 2000-х годов продовольственная ситуация в КНДР относительно стабилизировалась и случаи массового голода прекратились. Согласно мнению международных специалистов по КНДР, это было достигнуто благодаря появлению в стране системы рынков и международной помощи. Согласно официальной северокорейской позиции, выход из кризиса был достигнут благодаря тому, что корейский народ сплотился «более монолитно вокруг Полководца Ким Чен Ира» и, «с единой волей и душою поддерживая его сонгунское руководство, ещё решительнее сокрушил все агрессивные происки американских империалистов» и «победоносно завершил „Трудный поход“».
В 2012 году ряд международных экспертов сообщил о росте сбора зерновых в КНДР, сокращении импорта продовольствия и увеличения закупок на внешнем рынке удобрений.
В 2013 году производство продуктов питания в КНДР выросло примерно на 5 %. Основное внимание руководство страны сосредоточило на зерновых культурах — их урожай удалось довести до 5 млн тонн в год в результате модернизации производства и применения удобрений.
По данным А. Ланькова, урожай 2013 года — «первый урожай за 25 лет, которого хватает Северной Корее, чтобы прокормить себя». Урожай 2014 года был ещё более высоким.

### Русскоязычные
- Продовольственный кризис в Северной Корее. The Epoch Times. Дата обращения: 18 августа 2009. Архивировано 9 апреля 2012 года.

### Англоязычные
- Korea, Democratic People's Republic (DPRK) (англ.). Countries. World Food Programme (2009). — Северная Корея на сайте Всемирной продовольственной программы. Дата обращения: 13 мая 2009. Архивировано 9 апреля 2012 года.
- Hunger and Human Rights: The Politics of Famine (англ.). U.S. Committee for Human Rights in North Korea. — Исследование Комитета США по правам человека в КНДР. Дата обращения: 13 мая 2009. Архивировано из оригинала 20 апреля 2009 года.
- A Matter of Survival (англ.). Human Rights Watch. Дата обращения: 13 мая 2009. Архивировано 9 апреля 2012 года.
- North Korea: Report on the Famine // ASIAPRESS INTERNATIONAL - North Korea Reporting Team. Архивировано 25 апреля 2013 года.